# Yusuf Lule
Yusuf Kironde Lule (10. dubna 1912 – 21. ledna 1985 Londýn) byl ugandský politik a 3. prezident Ugandy v době od 13. května do 20. června 1979.